# Rheum racemiferum
Rheum racemiferum är en slideväxtart som beskrevs av Maximowicz. Rheum racemiferum ingår i släktet rabarbersläktet, och familjen slideväxter. Inga underarter finns listade i Catalogue of Life.